# Alfred Lunt
Alfred Lunt est un acteur américain né à Milwaukee (Wisconsin) le 12 août 1892 et mort à Chicago (Illinois) le 3 août 1977.
Il était marié avec Lynn Fontanne. 

## Filmographie
- 1923 : Backbone d'Edward Sloman : John Thorne / Andre de Mersay
- 1923 : The Ragged Edge de F. Harmon Weight : Howard Spurlock
- 1924 : Second Youth d'Albert Parker : Roland Farwell Francis
- 1925 : Sally, fille de cirque (Sally of the Sawdust) de D. W. Griffith : Peyton Lennox
- 1925 : Rivales (Lovers in Quarantine) de Frank Tuttle : MackIntosh Josephs
- 1931 : The Guardsman de Sidney Franklin : L'acteur

## Théâtre
- 1958 : The Visit
- 1961-1962 : First Love (Broadway)